# PIP4K2A
PIP4K2A (англ. Phosphatidylinositol-5-phosphate 4-kinase type 2 alpha) – білок, який кодується однойменним геном, розташованим у людей на короткому плечі 10-ї хромосоми. Довжина поліпептидного ланцюга білка становить 406 амінокислот, а молекулярна маса — 46 225.
| 10         |  | 20         |  | 30         |  | 40         |  | 50         |
| ---------- |  | ---------- |  | ---------- |  | ---------- |  | ---------- |
| MATPGNLGSS |  | VLASKTKTKK |  | KHFVAQKVKL |  | FRASDPLLSV |  | LMWGVNHSIN |
| ELSHVQIPVM |  | LMPDDFKAYS |  | KIKVDNHLFN |  | KENMPSHFKF |  | KEYCPMVFRN |
| LRERFGIDDQ |  | DFQNSLTRSA |  | PLPNDSQARS |  | GARFHTSYDK |  | RYIIKTITSE |
| DVAEMHNILK |  | KYHQYIVECH |  | GITLLPQFLG |  | MYRLNVDGVE |  | IYVIVTRNVF |
| SHRLSVYRKY |  | DLKGSTVARE |  | ASDKEKAKEL |  | PTLKDNDFIN |  | EGQKIYIDDN |
| NKKVFLEKLK |  | KDVEFLAQLK |  | LMDYSLLVGI |  | HDVERAEQEE |  | VECEENDGEE |
| EGESDGTHPV |  | GTPPDSPGNT |  | LNSSPPLAPG |  | EFDPNIDVYG |  | IKCHENSPRK |
| EVYFMAIIDI |  | LTHYDAKKKA |  | AHAAKTVKHG |  | AGAEISTVNP |  | EQYSKRFLDF |
| IGHILT     |  |            |  |            |  |            |  |            |

A: Аланін

C: Цистеїн

D: Аспарагінова кислота

E: Глутамінова кислота

F: Фенілаланін

G: Гліцин

H: Гістидин

I: Ізолейцин

K: Лізин

L: Лейцин

M: Метіонін

N: Аспарагін

P: Пролін

Q: Глутамін

R: Аргінін

S: Серин

T: Треонін

V: Валін

W: Триптофан

Кодований геном білок за функціями належить до трансфераз, кіназ, фосфопротеїнів. 
Задіяний у таких біологічних процесах, як ацетилювання, альтернативний сплайсинг. 
Білок має сайт для зв'язування з АТФ, нуклеотидами. 
Локалізований у клітинній мембрані, цитоплазмі, ядрі, мембрані.